# Triệu Hồng Kiều
Triệu Hồng Kiều (tiếng Trung: 趙虹喬; sinh ngày 15 tháng 11 năm 1979) là nữ diễn viên, ca sĩ người Đài Loan, và hiện đang là trưởng nhóm nhạc 7 Flowers.
Khi còn ngồi trong ghế nhà trường, bạn bè cô đã giới thiệu cô tham gia vào một công ty người mẫu. Nhưng mãi một thời gian sau cô mới được cho thử vai trong bộ phim Người tình MVP. Do thái độ làm việc chăm chỉ, nghiêm túc của cô, nên cô được ông chủ chú ý đến, và được tham gia R&B. Sau đó, cô được chọn vào vai trong phim Shanghai Ghetto.

## Phim tham gia
- Thiếu niên phố Tây (2003)
- 100% Senorita (2004)
- The Champion (2004)
- Hoàng tử Ếch (2005)
- Smiling Pasta (2006)
- Full Count (2007)
- Your Home is My Home (2008)
- Local Hero (2011)
- Women Flower (2012)
- Untold Stories of 1949 (2013)
- Shanghai Ghetto (上海隔都) (2012)